# Vijayalakshmy Subramaniam
Vijayalakshmy Subramaniam es una cantante india de música carnática. Como estudiante e intérprete de la música clásica durante más de tres décadas, ella ha ofrecido numerosos conciertos en su país India y en el extranjero, a la edad de doce años. Ha dirigido numerosos talleres y demostraciones en conferencias, sobre los diversos aspectos de la música carnática. Ha presentado ponencias en conferencias internacionales en muchos países, esto durante la última década. En junio de 2007, ella publicó un libro titulado "Apoorva Kriti Manjari", una colección de veinte composiciones de manera extrañas de la "Trinity of Carnatic Music". El libro ha sido escrito en inglés y tamil por el notable musicólogo, S. Balachander. El audio ha sido dictada por Vijayalakshmy. Con un doctorado en música, Vijayalakshmy fue galardonada con el prestigioso premio "Fulbright Visiting", otorgada por el rofesor Fellowship en 2010. Como parte del programa, se imparte la asignatura conocida como la "Introducción de la música india" en la Universidad de Duke, Carolina del Norte, Estados Unidos, con una denominada beca Fulbright fellow (08-11, 2010).

## Discografía
- Apoorva Kriti Manjari
- Kritis of Annamayya - Charsur Digital Workstation
- Raga Series - TODI - Charsur Digital Workstation (enlace roto disponible en Internet Archive; véase el historial, la primera versión y la última).
- Kshetra Sringeri - Charsur Digital Workstation
- Muruga Muruga - Rajalakshmi Audio
- Madrasil Margazhi - Rajalakshmi Audio
- Sarvanandham - Rajalakshmi Audio

## Premios
- Nada Bhushanam, Shanmukhananda Sangeetha Sabha, Nueva Delhi, marzo de 2012
- Premio MS Subbulakshmi instituido por Narada Gana Sabha, Chennai, diciembre de 2010
- Premio "Mejor interpretación Pallavi ', La Academia de Música, Chennai, enero de 2007
- Premio 'Sahityapriya' de Kalavardhani, junio de 2006

'Premio Sarada Krishna Iyer para un rendimiento excepcional' * de la Academia de Música, Chennai, enero de 2005
- 'Tulasivana Puraskaram' del Tulasivanam Parishat, Kerala, diciembre de 2004.
- Forma de adjudicación »Sangeetha Shikamani 'la Asociación Social y Cultural de Andhra, Chennai, 2000
- Premio 'Gaana Seva Rathnam' del Purandara Dasar Aradhana Mahotsava Sabha, Chennai, 1997
- Premio "Mejor Vocalista" para la categoría senior sub de la Academia de Música, Festival Anual de Música, en 1996 y 1999
- Premio "Joven Sobresaliente" de la Cámara Júnior, Cámara Kilpauk, Chennai, 1996